# Moriz Haupt
Moriz Haupt (Zittau, Saxònia, 27 de juliol de 1808 - Berlín, 5 de febrer, 1874) fou un filòleg i germanista alemany.
Des de 1826 i fins a 1830 estudià a Leipzig amb Gottfried Hermann; el 1843 s'encarregà de la càtedra de llengua i literatura alemanyes, recentment fundada en la Universitat de la capital saxona. Destituït el 1851 de la seva càtedra per haver pres part en el moviment de 1848, el 1853 fou cridat a Berlín per ocupar el lloc de Lachmann. Dotat d'un fi esperit d'observació i d'una rara agudesa, a la qual s'afegia una forta personalitat, exercí la seva càtedra una gran influència en el sentit d'impulsar els alumnes a mètodes fixes; entre els seus alumnes hi hagué personalitats com F. W. Francke.
En les seves obres s'hi revela un dels filòlegs més experts en crítica textual.
Publicà les següents obres de filologia clàssica:
- Quaestiones Catullianae, (Leipzig, 1837).
- De carminibus bucolicis Calpurnii et Nemesiani, (Berlín, 1854).

I com a editor: 
- Halieutica, d'Ovidi
- Cynegetica, de Gratius Faliscus (Leipzig, 1838)
- Epycedion Drusi, (Leipzig, 1850)
- les obres d'Horaci (Leipzig, 1851), 4a edició (1882)
- les obres de Catul, Tibul i Properci (Leipzig, 1853), 6a edició (1904)
- Metamorfosis, d'Ovidi (Leipzig, 1853, 7a edició (1855)
- Germania, de Tàcit (Leipzig, 1855)
- les obres de Virgili (Leipzig, 1858), 2a edició el 1874

Per la literatura de l'edat mitjana feu edicions de:
- Erec, de Hartmann von Aue (Leipzig, 1839) 2a edició (1871)
- Gute Gerhard, de Rudolf d'Ems (Leipzig, (1840)
- Lieder und Büchlein i Arme Heinrich, de Hartmann von Aue (Leipzig, 1842, 2a edició (1881)
- Engelhard, de Konrad de Würzburg (Leipzig, 1844) 2a edició (1890)
- Winsbecke, (Leipzig, 1845)
- Lieder, de Gottfried de Neifen (Leipzig, 1851)
- Lieder, de Neidhart von Reuental (Leipzig, 1851)
- Moritz von Craon, (Leipzig, 1871)

A més, acabà les edicions dels lírics mig-alt-alemanys, dels Minnesänger.
- Des Minnesangs Frühling, de Karl Lachmann i Reinmar de Haguenau, (Leipzig, 1857, 4a edició (1888).

Va tenir cura de les edicions 3a i 4a dels Nibelungs, de Lachmann (Berlín. 1852 i 1867), i dels poemes de Walther von der Vogelweide (Berlín, 1853 i 1864). En col·laboració amb August Heinrich Hoffmann von Fallersleben, publicà: Altedeutsche Blätter, (Leipzig, 1836-40).
El 1841 fundà la revista Zeitschrift für deutsches Altertum, els primers 16 volums de la qual dirigí (Berlín, 1841-73). Després de la seva mort es publicaren els seus Französische Volkslieder (Leipzig, 1877) i els Opuscula (Leipzig 1875-77)